# Podpórka do pizzy

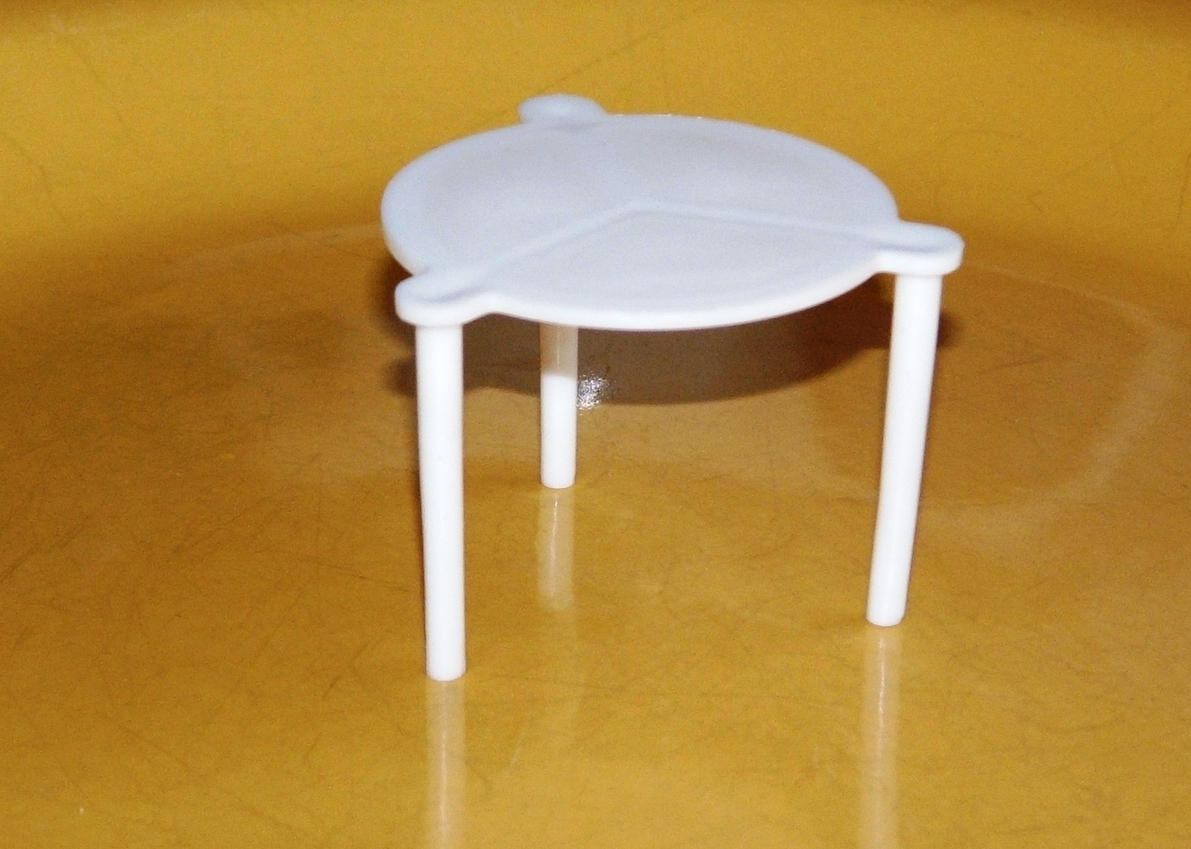
Podpórka do pizzy przypominająca kształtem stolik

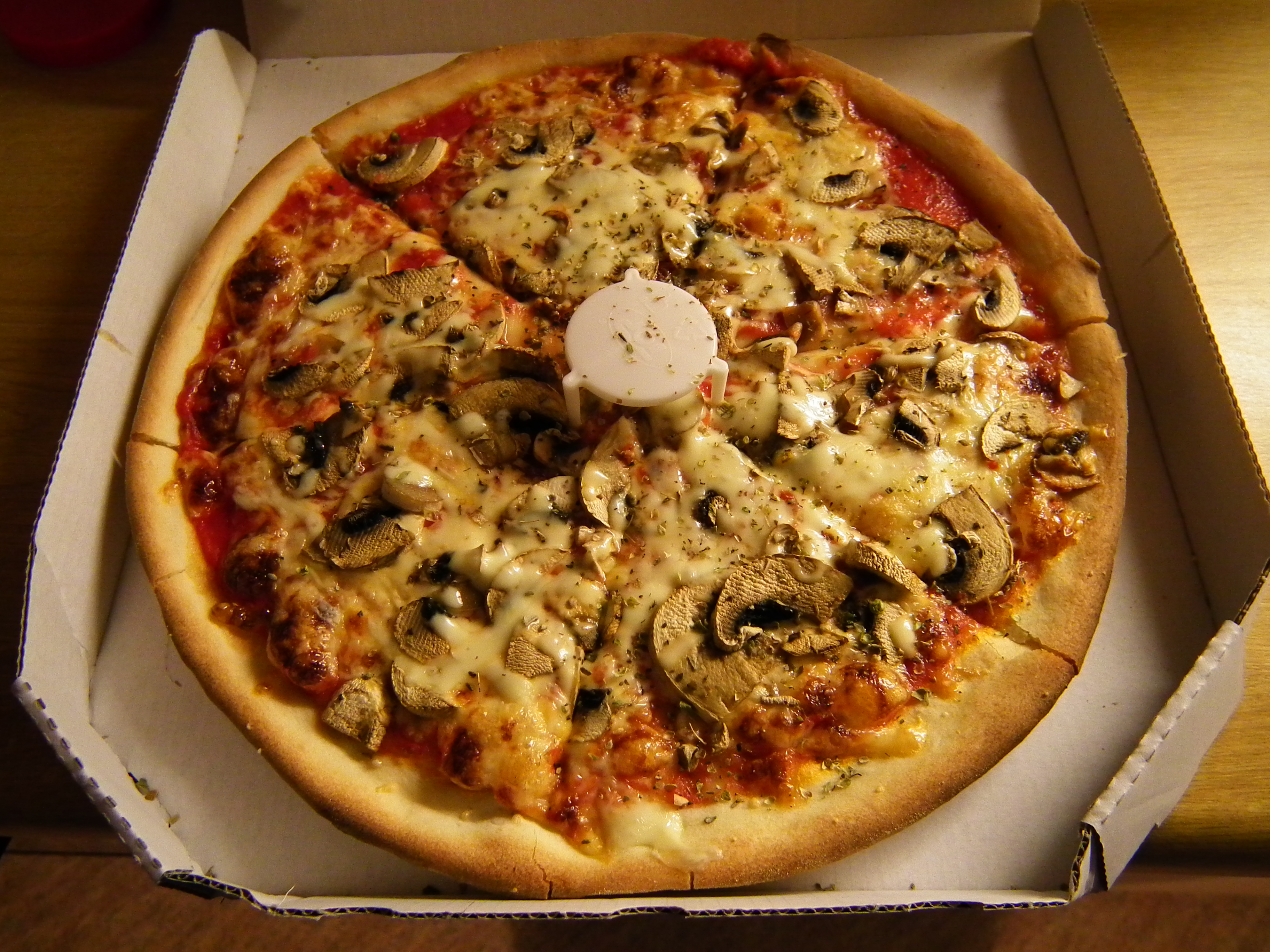
Podpórka w użyciu

Podpórka do pizzy – niewielki, najczęściej plastikowy przedmiot zapobiegający przyklejaniu się wierzchu pizzy do pudełka oraz jej zgnieceniu podczas transportu.
Typowe podpórki do pizzy mają trzy nogi, zwykle są białe i umieszcza się je na środku pizzy. Dwa najpopularniejsze rodzaje to podpórki przypominające kształtem mały stolik oraz tak zwane „mercedesy” przypominające kształtem logo firmy Mercedes-Benz.
Podpórka została opatentowana w 1985 roku przez Amerykankę Carmelę Vitale, która nazwała ją wówczas package saver.
Choć najpopularniejsze użycie podpórek wiąże się z dostawami pizzy, to mogą też być stosowane do transportu np. ciast lub innych produktów spożywczych w pudełkach.